# Luigi Giannone
Luigi Giannone (Acri, 22 luglio 1772 – Acri, 1º maggio 1867) è stato un patriota italiano.

## Biografia
Nacque ad Acri il 22 luglio del 1772 da Sabato e Mariantonia Mele. Fece i primi studi insieme ai fratelli Biagio e Francesco, governatore baronale, prima in San Demetrio Corone, poi in Grottole, Bisignano, Altomonte, e Casalbalore. Si appassionò al Diritto Romano, Diritto Canonico e al Diritto feudale.
Studiò a Napoli dove perfezionò la conoscenza della lingua italiana, e latina. Si applicò anche nell'apprendere il francese e la musica. Divenne un bravo esecutore di chitarra e clarino. Fu studente di Mario Pagano il quale gli consigliò di leggersi l'enciclopedia francese dicendogli:
La lettura di quei testi fu per lui, un giovane di soli 24 anni fondamentale per il suo avvenire. Appena compiuto i 24 anni fu nominato governatore Baronale di Calopezzati, ed in seguito di Bocchigliero. Divenne in seguito anche sindaco della sua città natale nel 1805 e Giudice di Pace nel 1809. Quando i Borboni fecero ritorno a Napoli,venne nominato giudice regio, carica che coprì fino al 1820. In seguito Rossano lo scelse come suo consigliere distrettuale; in più divenne consigliere per ben quattro volte di Cosenza ed appresso presidente del consiglio provinciale.
La sua vita ebbe una svolta dopo che nel 1799, i Borboni dopo aver spogliato le chiese di ori e argenti ed i vari proprietari per finanziare la guerra contro la Francia ove furono vinti e costretti a fuggire in Sicilia.
I francesi entrarono a Napoli dove instaurarono un governo provvisorio, del quale faceva parte anche Mario Pagano che decise di chiamare a sé il valido e insigne allievo Luigi Giannone, che non esitò a seguire il suo vecchio maestro.
Lo invitò a realizzare il nuovo governo, e il discepolo accettò. Sulle rive del Sebeto, era atteso da alcuni rivoluzionari, che per incarico di Pagano gli consegnarono delle Carte di democratizzazione. Erano queste dei fogli stampati, che in uno stile accessibile alle grandi masse rendevano popolari le idee della repubblica Partenopea.
Pieno di idee liberali ritornò in Calabria, dove aprì nei vari centri nella provincia cosentina Logge massoniche, ove in breve, come scrive Vincenzo Padula nel suo Elogio di Luigi Giannone, tutti gli uomini più segnalati per il sangue, per seguito, per censo, convennero.
Così le nuove idee illuministe si propagavano in mezzo al popolo; ed egli sicuro del loro immancabile trionfo, un giorno piantò nella piazza principale di Acri l'Albero della Libertà tra la gloria è l'entusiasmo di tutti. Ben presto però la repubblica Partenopea fu sconfitta, e la scure dei boia fecero cadere le teste dei suoi più influenti cittadini. Tra questi anche Mario Pagano, Domenico Cirillo, ed Eleonora Pimentel Fonseca.
Luigi e Biagio Giannone furono catturati e condotti prima nel castello di Corigliano Calabro, ed in seguito spostati nel carcere di Cosenza, nel quale rimasero fino alla vittoria di Napoleone, che rovesciò il trono di Napoli e diede la libertà ai condannati politici, che languivano nelle prigioni.
Il 15 agosto del 1806, quando come sindaco di Acri stava trattando a Napoli con il principe Sanseverino la riduzione del canone di affitto del territorio di Petramorella venne a sapere dell'eccidio, abbattutosi su Acri ad opera delle bande del Jaccapitta, lasciò tutto ed andò alla ricerca di aiuto per la sua città. Trovatolo nel generale Lamarque, si mise in cammino a marce forzate insieme ad un buon contingente di armati, entrò a Cosenza il 28 agosto 1806 e il 30 agosto ad Acri. I briganti furono presi dagli uomini del generale Lamarque e del generale Verdier. Dopo la presa del Jaccapitta e dei suoi uomini e la loro esecuzione, scrisse Padula:
Nel 1813, aprì nella sua residenza una piccola accademia, detta la Scuola di Insegnamento morale convinto che l'ignoranza e la superstizione del popolo si combattono con un'adeguata istruzione. L'accademia però durò poco perché i Borboni, che ritornarono al potere nel 1815, la chiusero. Fu questo per il Giannone un durissimo colpo, che ne 1829 lo indusse a rinunciare alla carica di Giudice regio e si iscrisse alla Carboneria.
Per sua iniziativa ad Acri sorsero due Logge Massoniche, una nel convento di san Domenico, e l'altra nel convento di San Francesco da Paola, rimasti abbandonati dopo l'eccidio perpetuato del 1806. Fu Gran Maestro della Loggia di San Francesco. Utilizzò le logge per potere istruire i cittadini, inoltre usò come aula di insegnamento la cappella rurale di La Mucone. Dopo il suo ritorno ad Acri e nell'ultima fase della sua vita, rinnegò la massoneria, ritornando pienamente in seno alla chiesa cattolica.
Morì ad Acri a 95 anni il 1º maggio del 1867. Vincenzo Padula commentò gli ultimi attimi della sua vita così: